# Теорема на Йънг
Теоремата на Йънг е твърдение от дискриптивната теория на множествата и теорията на функциите на една реална променлива, което намира приложение в изследването на прекъснатите функции. Тя показва, че примерите на Дирихле и Риман за функции, прекъснати в навсякъде гъсти множества, са нетривиални и обяснява трудностите при конструирането на подобни примери.
Теорема на Йънг: Множеството на точки на прекъсване на всяка функция на една реална променлива:
{\displaystyle f:\mathbb {R} \rightarrow \mathbb {R} }
е {\displaystyle F_{\sigma }\,}-множество, а множеството от точки, в които тя е непрекъсната - {\displaystyle G_{\delta }\,}-множество.
В примера на Риман множеството от точки на прекъснатост е {\displaystyle \mathbb {Q} }, което е {\displaystyle F_{\sigma }\,}-множество. Чрез теоремата на Йънг и теоремата на Бер може да се покаже невъзможността да се конструира пример за функция, прекъсната във всяка ирационална точка, и непркъсната във всяка рационална точка.